# Waltraud Kokot
Waltraud Kokot (* 16. Dezember 1952 in Köln) ist eine deutsche Ethnologin.

## Leben
Von 1974 bis 1977 studierte sie (Ethnologie, Linguistik, Sozialpsychologie) an der Universität zu Köln und von 1977 bis 1981 (Social Sciences, Cultural Anthropology) an der University of California, Irvine. Nach der Promotion 1981 an der University of California, Irvine war sie von 1982 bis 1983 Assistentin am Institut für Völkerkunde, Universität zu Köln. Von 1983 bis 1986 hatte sie ein Forschungsstipendium der DFG: Feldforschung in Griechenland. Von 1986 bis 1990 war sie wissenschaftliche Mitarbeiterin am Institut für Völkerkunde, Universität zu Köln. Von 1990 bis 1994 machte sie eine Ausbildung in klientenzentrierter Psychotherapie / Beratung, Konzeption und Durchführung von Weiterbildungsprogrammen zur interkulturellen Beratung und Therapie, freie Tätigkeit in Einzel- und Familienberatung. Von 1993 bis 1994 hatte sie ein Habilitationsstipendium der DFG und einen Lehrauftrag am Institut für Ethnologie der Universität Leipzig. Nach der Habilitation 1995 an der Universität zu Köln lehrte sie von 1995 bis 2013 als Professorin (C3) am Institut für Ethnologie an der Universität Hamburg.
Ihre Forschungsschwerpunkte sind Diaspora und Transnationalismus, Stadt und Urbanität, forensische Ethnologie, Südosteuropa, bes. Griechenland, Bulgarien, Albanien und Migration und Diasporen in Westeuropa.

## Schriften (Auswahl)
- Perceived control and the origins of misfortune. A case study in cognitive anthropology. Berlin 1982, ISBN 3-496-00714-1.
- Betroffene von Räumungsklagen und Verbleib von Zwangsgeräumten. Eine ethnologische Untersuchung zu Lebenssituation und Verbleibsalternativen. Hamburg 2007, ISBN 978-3-8258-0298-1.